# Гимн Республики Хакасия
Гимн Республики Хакасия — один из главных государственных символов Хакасии, наряду с флагом и гербом. Принят Законом Республики Хакасия от 11 февраля 2015 года № 06-ЗРХ «О Государственном гимне Республики Хакасия».
Музыку для гимна написал композитор и заслуженный деятель культуры республики Хакасия Герман Танбаев. Текст на русском языке написал глава старейшин родов хакасского народа Владислав Торосов, перевод на хакасский язык выполнили В. Шулбаева и Г. Казачинова. Для разработки нового гимна потребовалось 8 лет.

## Официальный текст
| На Русском языке Хакасия, край мой, на Юге Сибири, Там, где в Саянах шумит Енисей! Чудо природы, ты лучшая в мире! Создана Богом на благо людей! Хакасия! Тобой восхищаюсь, Глядя на горы, тайгу и поля. Воздухом Родины я восхищаюсь, Силы даёт мне родная земля! Ты строишь заводы, плотины возводишь, Сеешь хлеба и разводишь коней, Недра вскрываешь, дороги проводишь Руками прекрасных своих сыновей! Хакасия! Тобой восхищаюсь, Глядя на горы, тайгу и поля. Воздухом Родины я восхищаюсь, Силы даёт мне родная земля! Гордится Держава тобою кипучей, Хакасия - дружных народов семья! Мужай и цвети, край мой могучий! Частица России, Отчизна моя! Хакасия! Тобой восхищаюсь, Глядя на горы, тайгу и поля. Воздухом Родины я восхищаюсь, Силы даёт мне родная земля! |  | На Хакасском языке Хакасия! Сибирь кіні чирі, Сойан тағлары, Ким суғ ағыны. Чайаан хаңхазы, тилекей сілии! Ӧӧркілер салған чоннар чырғалы. Хакасия! Сағаа хайхапчам, Köpiп чазың, тайға-тағларың Чир-суум тынызына кӧӧрепче чӱреем, Кÿс мағаа кирче тöреен чирiм. Саарлар, тулғорлар син пӱдірчезің. Ас таарыпчазың, аттарға пайзың, Анып чир пайын, чоллар салчазың, Алып оолларның маха кӱзiнең. Хакасия! Сағаа хайхапчам, Köpiп чазың, тайға-тағларың Чир-суум тынызына кӧӧрепче чӱреем, Кÿс мағаа кирче тöреен чирiм. Илбек хазнабыс синнең чазаалча, Чоннар пубайым - ада чирiбiс! Öңенып ызых, Чир-суум чазанча, Россия öмезi - Хакасиябыс! Хакасия! Сағаа хайхапчам, Köpiп тайға-тағлар, чазыларың Чир-суум тынызына кööрепче чÿреем Кÿс мағаа кирче тöреен чирім. |